# 國本泰功
國本 泰功（くにもと やすのり、1967年10月20日 - ）はKRY山口放送の社員（報道記者、アナウンサー）。

## 略歴
山口県熊毛郡平生町出身。山口県立柳井高等学校、静岡大学卒業。1990年山口放送にアナウンサーとして入社。一時期、報道記者も経験し、2007年4月よりキャスターとして復帰した。2017年4月より再び報道記者の仕事に専念していたが、2020年春よりアナウンス部に復帰した。

## 現在の担当番組
- KRYニュース（主に日曜日担当）
- みんなの中にKRY（テレビ、毎週最終日曜日）

## 過去の主な担当番組
- KRYわくわくワイド“ひるらじ”（ラジオ）
- 心にすんでいる一曲（ラジオ）
- KRYさわやかモーニング（テレビ：月～金、5:20～6:30）
- お昼はZENKAI ラヂオな時間（ラジオ）
- 熱血テレビ（リポーター、司会不在時のリリーフ）
- KRYニュースライブ（高橋良休暇時のリリーフ）
- Kry news every.（金曜日キャスター）